# Friedrich Amelung
Friedrich Ludwig Amelung (Dorpat, 23 marzo 1842 – Riga, 21 marzo 1909) è stato uno scacchista e compositore di scacchi estone.
Nato in una famiglia di scacchisti, apprese il gioco da suo padre. Nel 1862 si batté a Berlino con Adolf Anderssen, Karl Mayet e Gustav Neumann, terminando in parità. Nel 1877 si batté con Emmanuel Schiffers, ma perse. Dal 1879 al 1901 fu editore e redattore dei Baltische Schachblätter. Scrisse articoli sulla storia degli scacchi nelle province baltiche dal 1260 in poi. Nel 1900 pubblicò un articolo teorico sulla Deutsche Schachzeitung sul finale di torre e cavallo.
Compose circa 230 studi, per la maggior parte miniature.
Era proprietario di una fabbrica di specchi ereditata da suo padre.